# Шариш

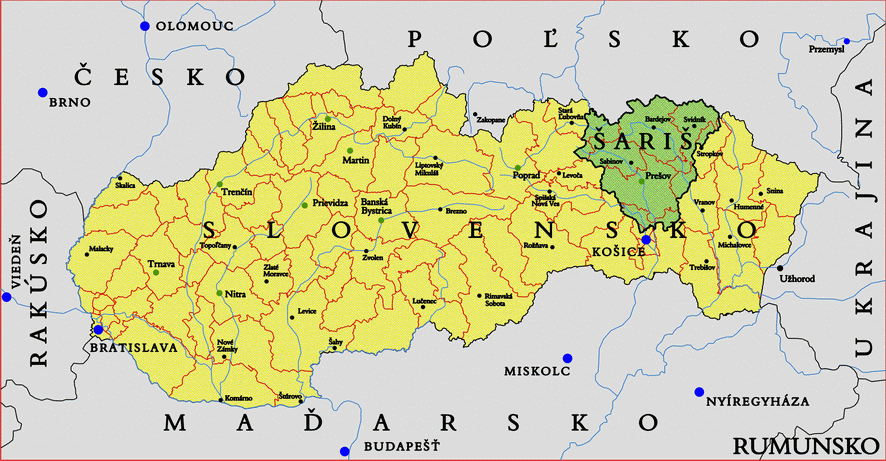
Шариш

Шариш (словац. Šariš, венг. Sáros) — историческая область Словакии. Центр — Прешов. Располагается на территории современных районов Прешов, Бардейов, Сабинов, Свидник.

## География
Долины рек Ториса, Топля и Ондава.

## История
Первые известия о жупе (комитате) Шарош относятся к XI веку. В XVII веке Шаришем владел многоименитый венгерский магнатский род Ракоци (Rákóczi, Rakoczy). Край богат средневековыми замками, как то Шаришский Град (один из крупнейших и старейших замков Словакии, давший имя краю), Капущанский, Збойницкий, Плавецкий, Каменицкий и Зборовский замки.

## Центр
Изначально Шаришский Град, с 1647 — Прешов.